# Cantone di Saint-Amour
Il Cantone di Saint-Amour è una divisione amministrativa dell'arrondissement di Lons-le-Saunier.
A seguito della riforma approvata con decreto del 17 febbraio 2014, che ha avuto attuazione dopo le elezioni dipartimentali del 2015, è passato da 16 a 51 comuni.

## Composizione
I 16 comuni facenti parte prima della riforma del 2014 erano:
- L'Aubépin
- Balanod
- Chazelles
- Chevreaux
- Digna
- Graye-et-Charnay
- Loisia
- Montagna-le-Reconduit
- Nanc-lès-Saint-Amour
- Nantey
- Saint-Amour
- Saint-Jean-d'Étreux
- Senaud
- Thoissia
- Val-d'Épy
- Véria

Dal 2015 i comuni appartenenti al cantone sono i seguenti 51:
- Andelot-Morval
- L'Aubépin
- Augea
- Augisey
- Balanod
- La Balme-d'Épy
- Beaufort
- Bonnaud
- Bourcia
- Broissia
- Cesancey
- Chazelles
- Chevreaux
- Cousance
- Cressia
- Cuisia
- Dessia
- Digna
- Florentia
- Gigny
- Gizia
- Graye-et-Charnay
- Grusse
- Lains
- Loisia
- Louvenne
- Mallerey
- Maynal
- Monnetay
- Montagna-le-Reconduit
- Montagna-le-Templier
- Montfleur
- Montrevel
- Nanc-lès-Saint-Amour
- Nantey
- Orbagna
- Rosay
- Rotalier
- Saint-Amour
- Saint-Jean-d'Étreux
- Saint-Julien
- Saint-Laurent-la-Roche
- Sainte-Agnès
- Senaud
- Thoissia
- Val-d'Épy
- Vercia
- Véria
- Villechantria
- Villeneuve-lès-Charnod
- Vincelles